# Poloviční lodní smyčka

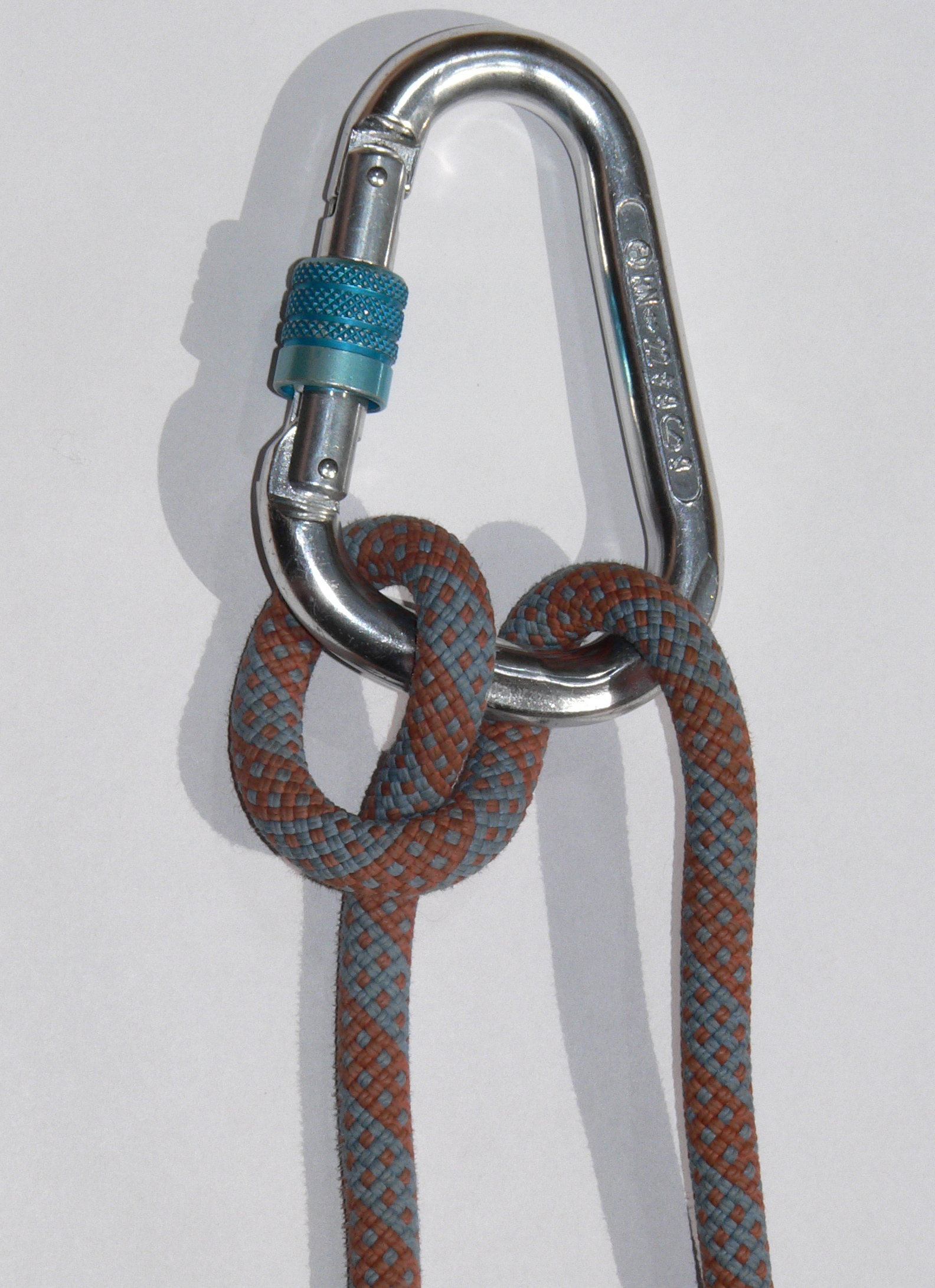
Poloviční lodní smyčka v karabině HMS

Poloviční lodní smyčka, zkráceně "půlloďák", PLS, HMS (z německého Halbmastwurfsicherung) nebo MLS (z Munterovy lodní smyčky) je uzel používaný především v horolezectví.
Používá se pro jištění prvolezce i druholezce (doporučená jistící metoda UIAA), v nouzi i na slaňování, má velmi dobré vlastnosti při zachycování pádu. Smyčka sama o sobě nedrží, pouze třením brzdí posouvání lana. Při spouštění lezce nebo při slaňování výrazně kroutí a zvýšeně opotřebovává lano, zablácené lano (např. ve speleologii) neúnosně opotřebovává i karabiny.

## Historie
Podobně jako u lodní smyčky se jedná o velmi starý uzel, který znali zřejmě již Féničané. Ve 30. letech 20. století jej údajně používali v Sovětském svazu, ale pouze na slaňování. The Ashley Book of Knots jej v roce 1944 uvádí jako ABOK #206 "The Crossing Knot", vhodný pro stavění cirkusových ohrad a převazování balíků. Objev jeho možností pro dynamické jištění si nárokují italští horolezci Mario Bisaccia, Franco Garda a Pietro Gilardoni (některé zdroje uvádějí, že již koncem 50. let). Metodu, kterou nazvali "Mezzo Barcaiolo" (MB), možná nezávisle objevil roku 1967 také Švýcar Franz Ruso a zpopularizoval začátkem 70. let další Švýcar Werner Munter. Díky tomu získala anglický název "Munter hitch", ale známa je i jako "italian hitch". Ač v roce 1971 odmítnuta, byla na základě italského návrhu o tři roky později doporučena mezinárodní horolezeckou organizací UIAA k všeobecnému používání, z čehož vzniklo další synonymum "metoda UIAA".

## Použití
- poloviční lodní smyčkou lze jistit jak při použití jednoduchého lana, dvojitých lan, tak i polovičních lan. U posledně jmenovaných je nicméně vhodné použít dvě samostatné karabiny, protože při střídavém zakládání postupového jištění dochází k vzájemnému posunu pramenů lan. Jistit lze jak prvolezce jištěním zdola, tak i dobírat druholezce jištěním shora.
- přidáním jednoho oka ve vhodném směru dostaneme lodní uzel a naopak
- propíchnutím oka smyčky volným koncem lana ve směru druhého konce lana dostaneme liščí smyčku
- přidáním karabiny procvaknuté do spodního ohybu uzlu a kolem zatěžovaného pramene získáme autoblokovací funkci pro dobírání druholezce (sice velmi obtížně uvolnitelnou pod zatížením, nicméně libovolně přidatelnou a zrušitelnou i během jištění); doporučuje se předem vyzkoušet[5]
- přidáním (stejně velké) karabiny procvaknuté ze spodního ohybu uzlu do závěsu jisticí karabiny dostaneme uzel Rémy[6]

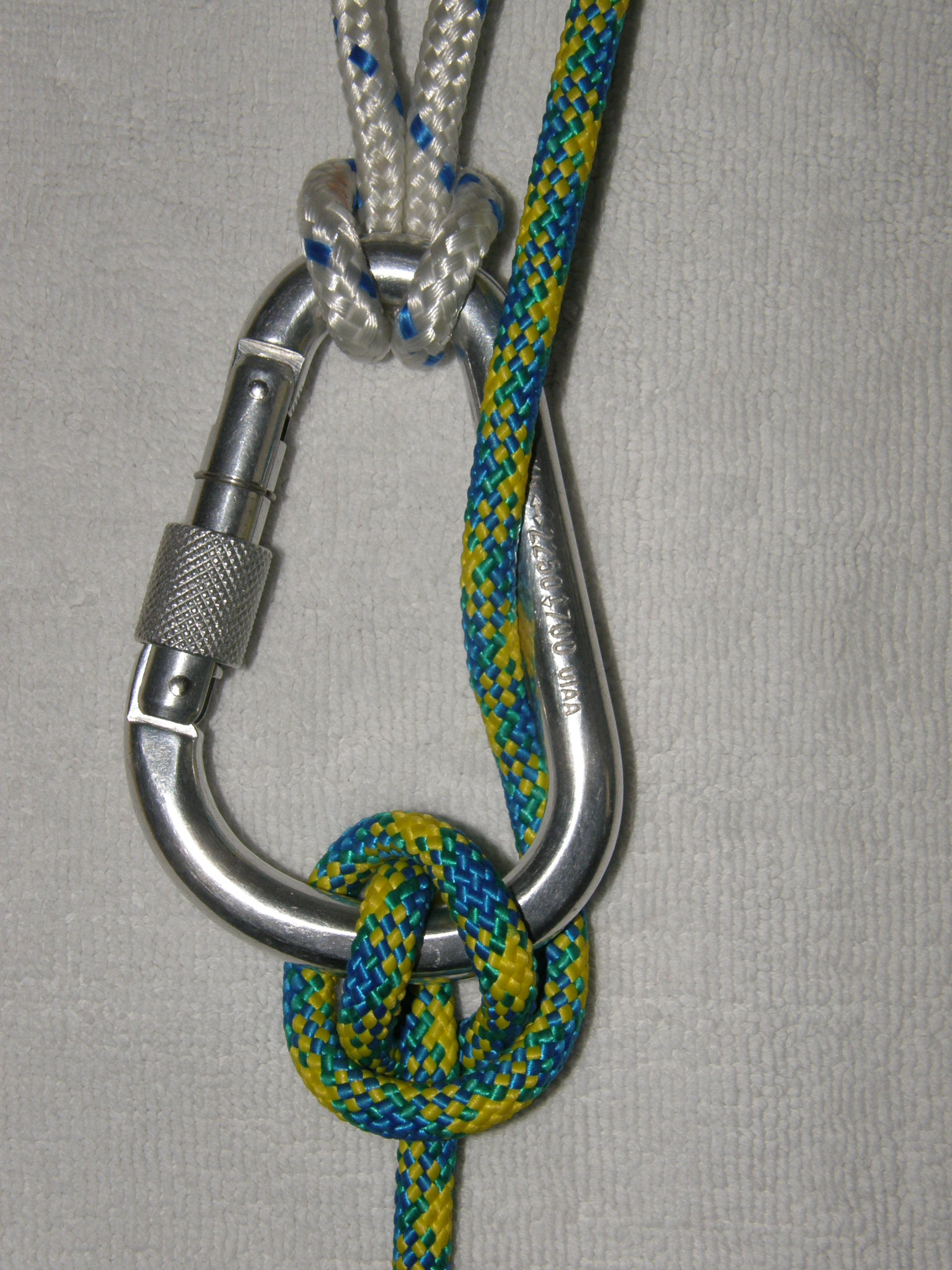
Super-Munter

- zvýšit tření lze přidáním ovinu zatěžovaného pramene kolem karabiny,[8] což je i v ČSN 83 2610 pod názvem dvojitá poloviční lodní smyčka[9]
- zvýšení tření je také snadno dosažitelné přidáním ovinu volného pramene kolem zatěžovaného, což je nazváno Super-Munter (jde vlastně o sériové zdvojení uzlu) a tím je použitelný i pro bezproblémové slaňování či spouštění dvou osob najednou; zároveň se odstraní kroucení;[2] lze se setkat i s názvem Monster-Munter
- téhož lze bezpečněji (i pod zatížením) dosáhnout procvaknutím volného pramene do další HMS karabiny paralelně k zatížené, což je nazváno Zuper-Munter;[2] lze se setkat i s názvem Zooper-Munter
- v Japonské bondáži (Shibari) se tento uzel používá pod názvem Nodome (の止め),[10][11] kvůli podobnosti s japonským znakem no (の), který je částicí indikující vlastnictví[12]

## Výhody
- při střídání prvolezců na štandu není nutné měnit jištění (smyčka je symetrická)
- nehrozí ztráta tření v případě pádu prvolezce "do štandu"

## Nevýhody
- nešikovná manipulace při střídavém jištění polovičními lany
- nepříliš vhodné ke slaňování

## Upozornění
- Při jištění polovičním lodním uzlem je vždy třeba dbát na to, aby volný konec lana (ten, na němž není uvázán lezec) nešel přes zámek karabiny. Mohlo by dojít k jejímu samovolnému odemčení!